# Johannes Govertus de Man

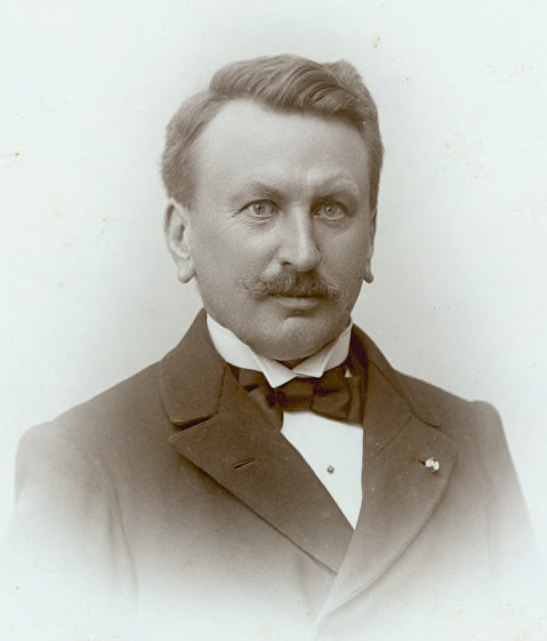
Johannes Govertus de Man

Johannes Govertus de Man (* 2. Mai 1850 in Middelburg, Provinz Zeeland, Königreich der Niederlande; † 9. Januar 1930 ebenda) war ein niederländischer Biologe.

## Leben
De Man war nach seiner Promotion über Wirbeltiere elf Jahre lang stellvertretender Kurator der Sammlungen des niederländischen Rijksmuseum van Natuurlijke Historie, dem Nationalmuseum für Naturgeschichte in der Universitätsstadt Leiden. Dort wandte er sich im Laufe der Zeit Themen aus dem Bereich der Wirbellosen zu. Seine Fachgebiete waren Fadenwürmer und Zehnfußkrebse. Andere Arbeiten befassten sich mit den Arten der Plattwürmer und der Spritzwürmer.
De Man wertete die Ergebnisse der Siboga-Expedition der Jahre 1899 bis 1900 aus, die in Niederländisch-Indien unter der Leitung von Max Wilhelm Carl Weber durchgeführt wurde. Er konnte Dutzende von neuen Arten beschreiben.
Seine letzten Jahre verbrachte de Man in einem Haus an der Oosterschelde mit Forschungen, unterstützt durch Einnahmen aus dem Familienvermögen.
Nach de Man sind ca. 50 Taxa benannt, so zum Beispiel die Vielfarbige Languste Panulirus demani, einem Synonym für Panulirus versicolor.

## Von de Man benannte Taxa (Auswahl)
Garnelen (Caridea):
- Alpheus acutocarinatus De Man, 1909
- Alpheus alcyone De Man, 1902
- Alpheus anchistus De Man, 1920
- Alpheus architectus De Man, 1897
- Alpheus arethusa De Man, 1909
- Alpheus bicostatus De Man, 1908
- Alpheus coutierei De Man, 1909
- Alpheus djiboutensis De Man, 1909
- Alpheus edamensis De Man, 1888
- Alpheus ehlersii De Man, 1909
- Alpheus eulimene De Man, 1909
- Alpheus euphrosyne De Man, 1897
- Alpheus eurydactylus De Man, 1920
- Alpheus facetus De Man, 1908
- Alpheus hippothoe De Man, 1888
- Alpheus imitatrix De Man, 1909
- Alpheus lepidus De Man, 1908
- Alpheus leptochiroides De Man, 1909
- Alpheus microrhynchus De Man, 1897
- Alpheus parvus De Man, 1909
- Alpheus philoctetes De Man, 1909
- Alpheus polyxo De Man, 1909
- Alpheus praedator De Man, 1908
- Alpheus proseuchirus De Man, 1908
- Alpheus pubescens De Man, 1908
- Alpheus rapacida De Man, 1908
- Alpheus savuensis De Man, 1908
- Alpheus sibogae De Man, 1908
- Alpheus tenuicarpus De Man, 1908
- Alpheus tenuipes De Man, 1910
- Caridina brachydactyla De Man, 1908
- Caridina brevicarpalis De Man, 1892
- Caridina celebensis De Man, 1892
- Caridina cognata De Man, 1915
- Caridina endehensis De Man, 1892
- Caridina gracilipes De Man, 1892
- Rote Nashorngarnele Caridina gracilirostris De Man, 1892
- Caridina natalensis De Man, 1908
- Caridina pareparensis De Man, 1892
- Caridina parvirostris De Man, 1892
- Caridina propinqua De Man, 1908
- Caridina rouxi De Man, 1915
- Ninja-Garnele Caridina serratirostris De Man, 1892
- Caridina sumatrensis De Man, 1892
- Caridina timorensis De Man, 1893
- Caridina weberi De Man, 1892
- Indopazifische Weißband-Putzergarnele Lysmata amboinensis (De Man, 1888)
- Lysmata kuekenthali (De Man, 1902)
- Lysmata ternatensis De Man, 1902
- Macrobrachium bariense (De Man, 1892)
- Macrobrachium callirrhoe (De Man, 1898)
- Macrobrachium clymene (De Man, 1902)
- Macrobrachium hendersoni (De Man, 1906)
- Macrobrachium horstii (De Man, 1892)
- Glasgarnele Macrobrachium lanchesteri (De Man, 1911)
- Macrobrachium lepidactyloides (De Man, 1892)
- Macrobrachium leptodactylus (De Man, 1892)
- Macrobrachium lujae (De Man, 1912)
- Macrobrachium neglectum (De Man, 1905)
- Macrobrachium novaehollandiae (De Man, 1908)
- Macrobrachium oenone (De Man, 1902)
- Macrobrachium pilimanus (De Man, 1879)
- Macrobrachium placidulum (De Man, 1892)
- Macrobrachium placidum (De Man, 1892)
- Macrobrachium quelchi (De Man, 1900)
- Rosenberg-Garnele Macrobrachium rosenbergii (De Man, 1879)
- Macrobrachium sintangense (De Man, 1898)
- Macrobrachium sollaudii (De Man, 1912)
- Macrobrachium weberi (De Man, 1892)
- Hohlkreuzgarnele Thor amboinensis (De Man, 1888)

Garnelen (Dendrobranchiata):
- Atypopenaeus dearmatus De Man, 1907
- Batepenaeopsis venusta (De Man, 1907)
- Gennadas pasithea De Man, 1907
- Rote Meeresgarnele Haliporoides sibogae (De Man, 1907)
- Haliporoides sibogae sibogae (De Man, 1907)
- Heteropenaeus De Man, 1896
- Heteropenaeus longimanus De Man, 1896
- Hymenopenaeus propinquus (De Man, 1907)
- Metapenaeopsis assimilis (De Man, 1920)
- Metapenaeopsis distincta (De Man, 1907)
- Metapenaeopsis hilarula (De Man, 1911)
- Metapenaeopsis quinquedentata (De Man, 1907)
- Metapenaeopsis sibogae (De Man, 1907)
- Metapenaeus anchistus (De Man, 1920)
- Metapenaeus elegans De Man, 1907
- Metapenaeus lysianassa (De Man, 1888)
- Penaeopsis challengeri De Man, 1911
- Bananen-Garnele Penaeus merguiensis De Man, 1888
- Pseudaristeus sibogae (De Man, 1911)
- Sicyonia benthophila De Man, 1907
- Sicyonia fallax De Man, 1907
- Sicyonia rectirostris De Man, 1907
- Sicyonia trispinosa De Man, 1907
- Solenocera faxoni De Man, 1907
- Solenocera koelbeli De Man, 1911
- Solenocera melantho De Man, 1907

Krabben (Brachyura):
- Atergatis granulatus De Man, 1889
- Geosesarma De Man, 1892
- Geosesarma amphinome (De Man, 1899)
- Geosesarma gracillimum (De Man, 1902)
- Geosesarma maculatum (De Man, 1892)
- Geosesarma nannophyes (De Man, 1895)
- Geosesarma noduliferum (De Man, 1892)
- Geosesarma sylvicola (De Man, 1892)
- Pachygrapsus planifrons De Man, 1888
- Pachygrapsus propinquus De Man, 1908
- Paracleistostoma De Man, 1895
- Paracleistostoma depressum De Man, 1895
- Sesarma curacaoense De Man, 1892
- Thalamita bilobata De Man, 1926
- Thalamita kuekenthalli De Man, 1902

Fadenwürmer (Nematoda):
- Diphtherophora de Man, 1880
- Diphtherophora communis de Man, 1880
- Metalinhomoeus de Man, 1907
- Metalinhomoeus typicus de Man, 1907
- Monhysteridae de Man, 1876
- Monoposthia de Man, 1889
- Oncholaimus brachycercus de Man, 1889
- Oncholaimus dujardinii de Man, 1876
- Prismatolaimus de Man, 1880
- Prismatolaimus dolichurus de Man, 1880

## Veröffentlichungen
- Band 6 der Recherches sur la faune de Madagascar et de ses dépendences d'après les découvertes de P.L.Pollen et de D. C. Van Dam, J. K. Steenhoff (E. J.Brill), Leiden 1866–1877, Mollusques.
- Bericht über die von Herrn Dr. J. Brock im indischen Archipel gesammelten Dekapoden und Stomatopoden, in Archiv für Naturgeschichte, Berlin 1888, Band 53, Seiten 215–600.
- Diagnoses of New Species of Macrurous Decapod Crustacea from the Siboga-Expedition, pt.2 in: Notes from the Leyden Museum, vol. XXIX 1907, Seiten 127 bis 276.